# 풀잎사랑
"풀잎사랑"은 1988년에 개봉한 대한민국의 영화이다.

## 캐스팅
- 최재성 : 재민 역
- 최수종
- 하희라
- 조혜수
- 김나영
- 최수훈
- 오희찬
- 김을동
- 윤일주
- 박예숙
- 김영옥
- 정선일